# Liste der Kulturdenkmäler in Offstein
In der Liste der Kulturdenkmäler in Offstein sind alle Kulturdenkmäler der rheinland-pfälzischen Ortsgemeinde Offstein aufgeführt. Grundlage ist die Denkmalliste des Landes Rheinland-Pfalz (Stand: 25. März 2025).

## Einzeldenkmäler
| Bezeichnung                        | Lage                                               | Baujahr                              | Beschreibung | Bild                           |
| ---------------------------------- | -------------------------------------------------- | ------------------------------------ | --- | ------------------------------ |
| Rathaus                            | Bahnhofstraße 2 Lage                               | 1819                                 | nachbarocker Mansardwalmdachbau, bezeichnet 1819, im Kern eventuell um 1600                                                                                       | Fotos hochladen                |
| Tonfabrik                          | Bahnhofstraße 6 Lage                               | um 1913                              | ehemalige Tonfabrik; zweigeschossiges, winkelförmiges Jugendstil-Fabrikgebäude einschließlich Ausstattung, im Winkel ovaler Wasserturm mit Zinkblechdach, um 1913 | Fotos hochladen                |
| Katholische Wendelinkapelle        | Neuoffsteiner Straße ohne Nummer Lage              | Anfang des 16. Jahrhunderts          | steilgiebliger Putzbau, Anfang des 16. Jahrhunderts | BW                             |
| Katholische Pfarrkirche St. Martin | Neuoffsteiner Straße 17 Lage                       | 1768                                 | spätbarocker Saalbau, 1768, 1897 teilweise erneuert; an der Kirche: Torbogen, bezeichnet 1899, barocke Grabkreuze, Altarkruzifix, bezeichnet 1870                 | BW                             |
| Katholisches Pfarrhaus             | Neuoffsteiner Straße 19 Lage                       | 1782                                 | spätbarocker Krüppelwalmdachbau, 1782; Toranlage bezeichnet 1718                                                                                                  | BW                             |
| Schulhaus                          | Neuoffsteiner Straße 24 Lage                       | 1890                                 | ehemalige Schule; gründerzeitlicher Klinkerbau, bezeichnet 1890                                                                                                   | BW                             |
| Wohnhaus                           | Wormser Straße 1 Lage                              | um 1800                              | eingeschossiger Krüppelwalmdachbau, um 1800; städtebaulich wichtig                                                                                                | BW                             |
| Evangelische Kirche                | Wormser Straße 12 Lage                             | zweites Viertel des 18. Jahrhunderts | barocker Saalbau, zweites Viertel des 18. Jahrhunderts | weitere Bilder Fotos hochladen |
| Weinbergshaus                      | nördlich des Ortes; Flur Auf der Sülzer Steig Lage | 18. Jahrhundert                      | Kragkuppelbau, wohl aus dem 18. Jahrhundert | BW                             |
| Mineral- und Schwefelbrunnen       | östlich des Ortes; Flur Ochsengärten Lage          | um 1810                              | rechteckiges Brunnenbecken, um 1810 | BW                             |

## Ehemalige Kulturdenkmäler
| Bezeichnung | Lage                        | Baujahr | Beschreibung | Bild |
| ----------- | --------------------------- | ------- | --- | ---- |
| Hofanlage   | Bahnhofstraße 4 Lage        | um 1800 | Vierseithof; eingeschossiger nachbarocker Krüppelwalmdachbau, um 1800; aus Denkmalliste gelöscht                            | BW   |
| Hofanlage   | Neuoffsteiner Straße 6 Lage | um 1800 | Vierseithof; eingeschossiges nachbarockes Wohnhaus, um 1800; Wirtschaftsgebäude, 19. Jahrhundert; aus Denkmalliste gelöscht | BW   |